# Unterlunkhofen
Unterlunkhofen es una comuna suiza situada en el cantón de Argovia. Tiene una población estimada, a fines de 2021, de 1541 habitantes.
Está situada en el distrito de Bremgarten. Limita al norte con la comuna de Oberwil-Lieli, al este con Arni, al sur con Oberlunkhofen, al oeste con Rottenschwil, y al noroeste con Bremgarten y Zufikon.